# Rick Shapiro

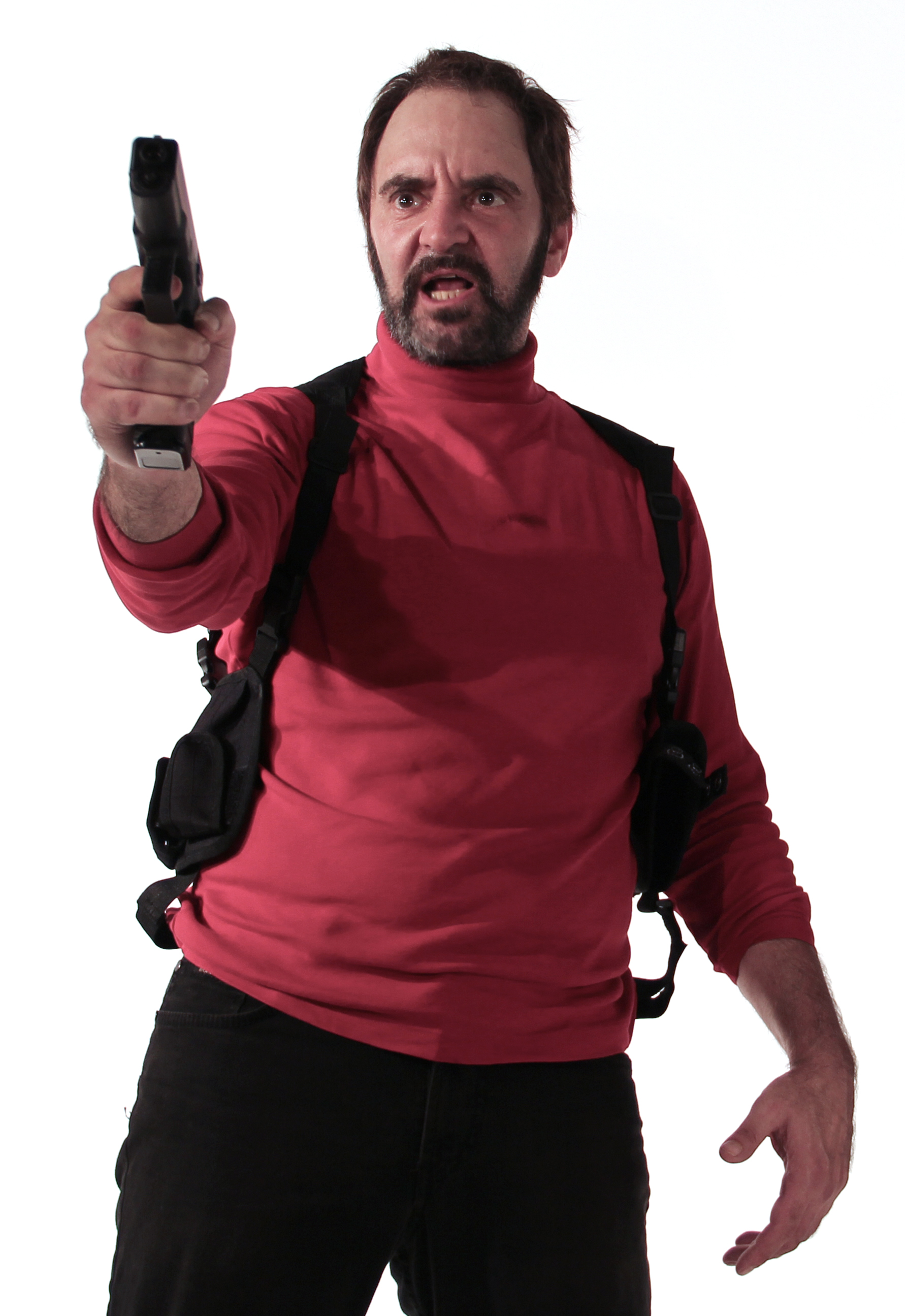
Rick Shapiro (2014)

Rick Shapiro (* 13. April 1959 in New Jersey) ist ein US-amerikanischer Comedian, der in Los Angeles lebt.

## Karriere
Shapiro verbrachte die Anfangszeit seiner Karriere in New York City und New Jersey und begann in den frühen 1980ern als Stand-up-Comedian bei Catch A Rising Star am Broadway.
Neben regelmäßigen Bühnenauftritten wirkte er in den 1990ern in zahlreichen Filmen von Louis C.K als Darsteller und Hauptdarsteller mit, unter anderem bei Tomorrow Night. Zudem stellte er die öfters auftauchende Figur "Angry Poet" in Late Night with Conan O’Brien dar. 1998 veröffentlichte Shapiro seine erste Comedy-CD Unconditional Love, welche Billboard "hard-edged and uncompromising" ("hart und kompromisslos") nannte.
In den 2000ern setzt Shapiro seine Karriere in mehreren Bereichen fort. Er tritt als Stand-up-Comedian in den USA und international auf, unter anderen auf dem Edinburgh Festival, wo 2007 eine One-Man-Show von ihm Premiere hatte, und in Australien, wo er 2009 eine Tournee hatte. Shapiro hatte seinen ersten Auftritt in einem Videospiel im Jahr 2008, als er die Figur Mason Waylon beim Radiosender PLR in Grand Theft Auto IV spielte – ein Gast in einer Talk-Show, der am Ende Löcher in die Köpfe von zwei weiteren Gästen bohrt.
Seine TV-Rollen beinhalten Jerry in Lucky Louie von Louis C.K. auf HBO. Zudem spielt er in einer Szene, welche ursprünglich für die Pilotfolge von Louie gedreht wurde.
Shapiro's erstes Buch Unfiltered, welches mehr als 200 bis dahin unveröffentlichte Texte enthält, wurde 2012 zusammen mit seiner zweiten CD Catalyst for Change veröffentlicht.

## Stil
Rick Shapiro ist hauptsächlich für seine Stream-of-Consciousness-Monologe auf der Bühne bekannt, welche über eine Stunde dauern können. Darin spricht er Themen an, welche von den meisten Comedians als kontrovers oder tabu angesehen werden.
Sein Stil wird als "explosiv" beschrieben.

## Pressestimmen
- Ron Rosenbaum: "An underground legend" ("Eine Underground-Legende"),[13] "the Lenny Bruce of our time." ("der Lenny Bruce unserer Zeit")[14]
- New York Press: "Equal parts Lenny Bruce, Richard Pryor and Lou Reed. New York City's most lurid funnyman - a real star" ("Zu gleichen Teilen Lenny Bruce, Richard Pryor und Lou Reed. New York Citys intensivster Komiker - ein echter Star")[15]
- Stand Up NY: "One of the most innovative and surreal comedic artists to date: A staple of the NYC and LA Underground Comedy Scene." ("Einer der innovativsten und surrealistischsten Comedians bisher: Ein Grundpfeiler der Underground Comedy Szene in NYC und LA.")[16]
- The New York Observer: "A sort of punk-rock, white Richard Pryor with a literary bent, part Iggy Pop, part Philip Roth." ("Eine Art weißer Punk-Rock Richard Pryor mit einem literarischen Einschlag, zu Teilen Iggy Pop, zu Teilen Philip Roth")[17]

## Privatleben
2013 wurde bei Shapiro Parkinson diagnostiziert. Der Stand vom August 2014 ist, dass er praktisch keine Symptome hat und produktiv ist.

## Filmografie (Auswahl)
- 1986: Joey (1986)
- 1990: Caesar's Salad (Kurzfilm)[20]
- 1993: Ice Cream[21]
- Brunch (1995) als Alte Frau. (Kurzfilm)[22][23]
- Highjacker (1998) als Highjacker (Kurzfilm)[24]
- Tomorrow Night (1998)
- Pootie Tang (2001)
- Lucky Louie (2006)
- Grand Theft Auto IV (2008)
- Louie (2010)
- 2011: The League
- 2012: Project X
- 2014: Top Five[25]